# لیلاند موتورز

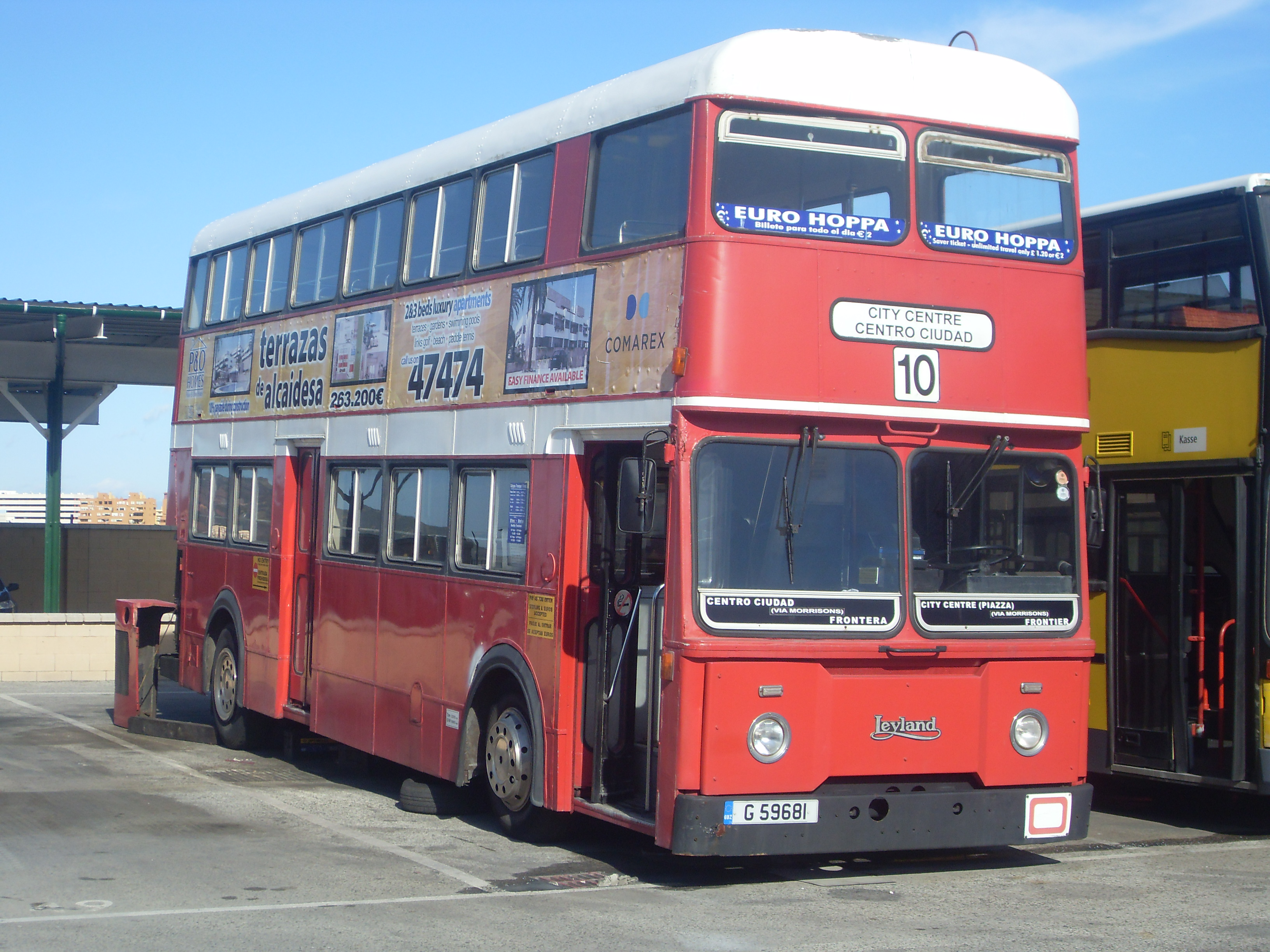
اتوبوس‌های دوطبقه شهری Leyland Atlantean

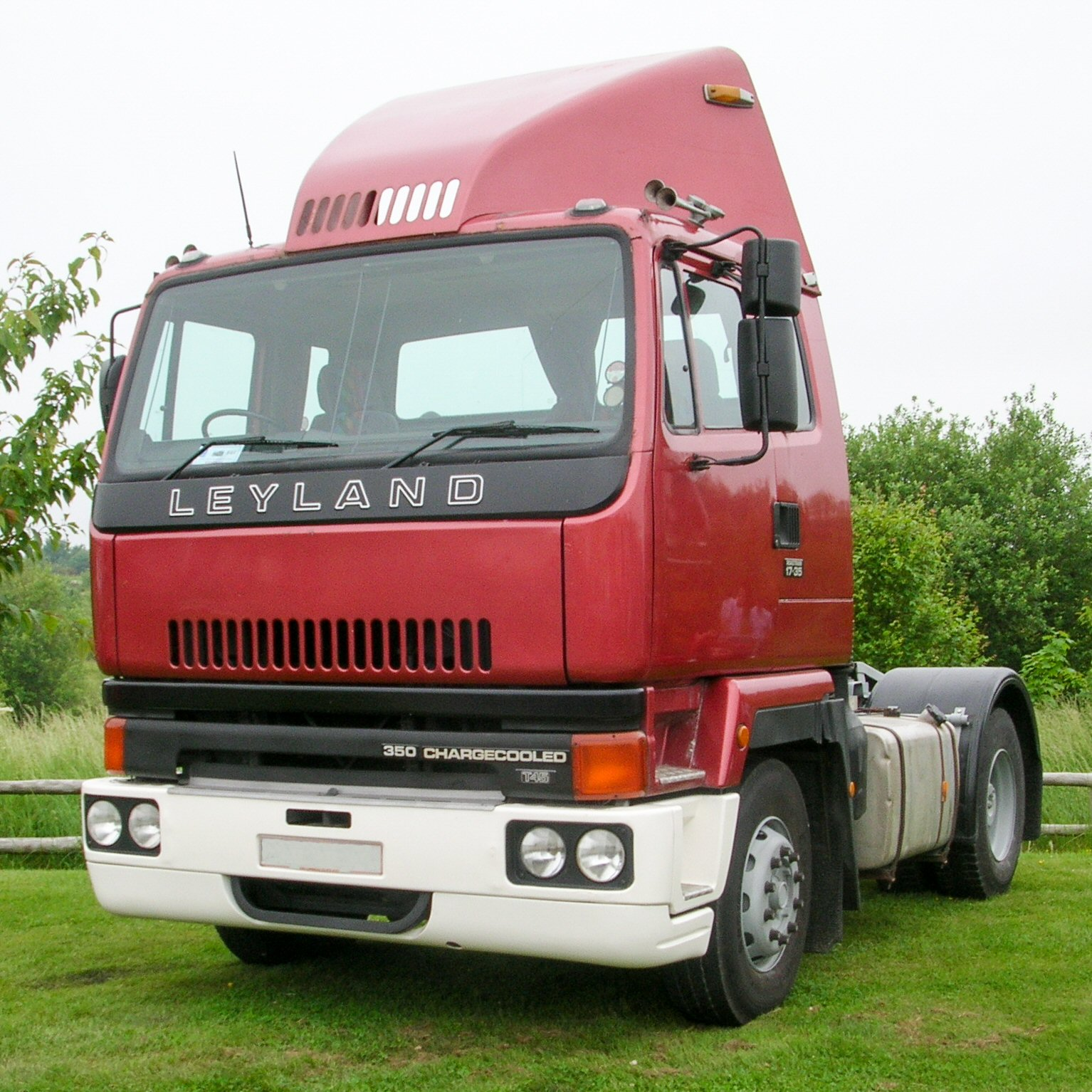
لیلاند مدل تی۴۵، محصول ۱۹۸۸

لِیلَند موتورز (به انگلیسی: Leyland Motors) شرکت خودروسازی بریتانیایی بود، که در سال ۱۸۹۶ تأسیس شد و کامیون و اتوبوس تولید می‌کرد.
شرکت لیلاند کار خود را با احداث کارخانه تولید موتور بخار (شرکت موتور بخار لانکاشر) در شهر لیلاند، لانکاشر آغاز کرد. نخستین محصول این شرکت یک ون با ظرفیت ۱٫۵ تن بود، که موتور بخار داشت. در سال ۱۹۰۵، آنها همچنین تولید خودروهای بنزین سوز را نیز آغاز کردند. در سال ۱۹۰۷ نام این شرکت از شرکت موتور بخار لانکاشر به لیلاند موتورز تغییر یافت.
شرکت لیلاند موتورز پس از انحلال در سال ۱۹۶۸ و سازماندهی و تجدید ساختار، نام خود را به شرکت جدید داد، که بریتیش لیلاند موتور کورپوریشن نام داشت. سپس این شرکت نیز با بریتیش موتور هلدینگ ادغام گردید. چند سال بعد در پی ملی‌سازی، بار دیگر نام شرکت تغییر پیدا کرد و بریتیش لیلاند نام گرفت، تا اینکه در سال ۱۹۸۶ برای همیشه نام تجاری لیلاند بازنشسته شد و نام شرکت جدید به گروه روور تغییر یافت که این شرکت نیز در سال ۲۰۰۶ منحل شد.
این شرکت تانک چیفتن را هم ساخت. اتوبوس‌های دوطبقه به کار گرفته شده در ایران نیز ساخت این شرکت بود.